# Hilsa
Hilsa (en hindi: हिलसा ) es una ciudad de la India, en el distrito de Nalanda, estado de Bihar.

## Geografía
Se encuentra a una altitud de 60 m s. n. m. a 47 km de la capital estatal, Patna, en la zona horaria UTC +5:30.

## Demografía
Según estimación 2011 contaba con una población de 45 381 habitantes.